# Funció de relació
La funció de relació és la capacitat que tenen els éssers vius de rebre informació (estímuls) del seu medi intern o extern i d'actuar en conseqüència (resposta) per tal de garantir l'èxit biològic de l'individu i de l'espècie. La funció de relació és indispensable per assegurar la supervivència dels organismes, perquè en el medi hi ha molts canvis i, per tant, captem aquestes modificacions o estímuls i generen una resposta.
La funció de relació implica l'existència d'un seguit de processos complexos com els sistemes de recepció d'estímuls (receptor), de transmissió dels estímuls fins al centre de decisió, l'elaboració d'una decisió, la comunicació de la decisió a l'emissor de la resposta, i finalment, l'emissió de la resposta (emissor). La naturalesa la resposta pot ser diversa. També ho pot ser la de l'estímul, precisament, l'activació d'un o altre tipus de procés de transducció sensorial, dependrà del tipus d'energia d'aquest. El mecanisme esmentat és essencial en la funció de relació de qualsevol organisme per tal de comprendre la informació procedent del medi. En alguns casos la resposta és el moviment, en altres pot ser la secreció d'alguna substància química, en altres casos el bacteri pot passar a una forma de vida latent (esporulació).

## Tàxies
Alguns bacteris poden respondre davant d'un estímul movent-se a favor o en contra d'aquests. Segons quina sigui la naturalesa de la resposta es classifiquen en:
- Quimiotàxia: quan l'estímul és de naturalesa química. Si els bacteris mòbils es troben en un medi on hi ha un gradient químic, migren cap a la zona de concentració òptima per a ells. En general, els bacteris solen acumular-se en llocs de baixa concentració i eviten els llocs d'alta concentració.
- Aerotàxia: quan l'estímul consisteix en la presència o absència d'oxigen en el medi. Segons sigui el bacteri aerobi o anaerobi, l'oxigen és un atraient o un repel·lent per al bacteri. Si és aerobi, s'acumula en un lloc on tingui oxigen; si és anaerobi, s'acumula en un lloc on no n'hi hagi.
- Fototàxia: quan l'estímul és la presència o absència de llum. Es dona en bacteris fotosintètics, que responen a un gradient d'intensitat de llum. S'acumulen en els llocs fortament il·luminats.

## Esporulació
Per resistir les condicions desfavorables, alguns bacteris poden viure en formes no proliferants (de resistència). Aquestes formes resistents poden ser de tipus diversos: endòspores, acinets, cists, micròspores, etc. Un cop superades les condicions desfavorables, les espores tornen a donar cèl·lules vegetatives.
Quan la cèl·lula redueix el seu creixement degut a dèficits nutricionals o condicions desfavorables, es posa en marxa el procés d'esporulació. Primer hi ha una divisió del citoplasma en dues parts desiguals cadascuna amb una còpia completa de l'ADN. Després la cèl·lula més gran envolta la més petita (preespora). Posteriorment la preespora experimenta un seguit de transformacions (maduració), amb les quals adquirirà la seva resistència. Algunes d'aquestes transformacions són: síntesi d'una paret cel·lular més rica amb peptidoglicà, deshidratació del citoplasma, etc.
Aquestes funcions són necessàries. Els receptors capten estímuls i els converteixen en impulsos nerviosos. El sistema de coordinació interpreta els estímuls i elabora una resposta. Els efectors executen una resposta. Els receptors segons on estan situats i la funció que duen a terme poden ser interns si estan localitzats a l'interior de l'organisme i capten informació del funcionament de músculs, tendons, articulacions i algunes vísceres. Controlen la pressió sanguínia, la concentració d'oxigen a la sang i la posició del cos. Seran externs si estan situats a l'exterior del cos, capten estímuls de l'exterior. S'agrupen en estructures complexes anomenades òrgans dels sentits.
Els efectors són unes estructures encarregades d'executar respostes que el sistema nerviós ha elaborat. Les respostes poden ser un moviment, si els efectors són les cèl·lules musculars, o bé una secreció, si els efectors són glàndules exocrines o endocrines que alliberen les substàncies que secreten en rebre l'impuls.